# Alkonyattól pirkadatig 3. – A hóhér lánya
Az Alkonyattól pirkadatig 3. – A hóhér lánya egy 1999-es amerikai nyugati horrorfilm, amelyet P. J. Pesce rendezett. Az 1996-os Alkonyattól pirkadatig című film előzményeként szolgál. Közvetlenül videón adták ki, és a 26. Saturn Awardson jelölték a "Legjobb otthoni videókiadás" kategóriában. 2010 végén szóba került a sorozat negyedik filmjének elkészítése, de 2012 augusztusáig nem tártak fel további munkát ezzel a lehetőséggel kapcsolatban. 2013 végén egy tévésorozat gyártása indult.

## Cselekmény
1913-ban, Mexikóban, Ambrose Bierce amerikai író rémálmot él át, amelyben meghal Pancho Villa kezei miatt. (A valóságban Bierce eltűnt, miután azt állította, hogy Mexikóba utazik, hogy beszámoljon a folyamatban lévő forradalomról). Bierce felébred, és egy helyi csapossal beszélget arról a szándékáról, hogy csatlakozik Pancho Villa forradalmi hadseregéhez. Csatlakozik egy postakocsihoz, amely egy új házaspárt szállít, John és Mary Newlie-t, akik Mexikóba utaznak, hogy a kereszténységet prédikálják. Eközben Johnny Madrid, egy veszélyes helyi betyár megszökik az akasztófáról, és elrabolja hóhéra, Mauricio gyönyörű, 19 éves tinédzser lányát, Esmeraldát.Madrid segítséget kap Catherine Reece-től, egy fiatal nőtől, aki törvényen kívüliként Madrid tanítványa akar lenni. Madrid találkozik a bandájával, Mauricioval és egy helyi possával a nyomukban. Később kirabolják Bierce postakocsiját, mert Reece azt hitte, hogy Bierce felbecsülhetetlen értékű tárgyat birtokol. A banda nem talál semmi értékeset, Bierce azt állítja, hogy ő a felbecsülhetetlen értékű tárgy, mivel csatlakozni kíván Pancho Villához. Ezen bosszankodva Madrid lógva hagyja Reece-t a sivatagban. A posse megtalálja őt, felhasználva a kettő nyomon követésére.Ahogy leszáll az éj, a felek véletlenül menedéket keresnek a La Tetilla Del Diablo nevű, elszigetelt fogadóban (a Titty Twister az első filmből), amely egyben bordélyházként is szolgál. Találkoznak Ezra Traylorral, az Egyesült Államokba tartó üzletemberrel, Mauricio az egyetlen, aki tudja, hogy vámpírok csoportja irányítja az intézményt, élükön Quixtla főpapnővel, aki azonnal vonzódik Esmeraldához.
Ahogy leszáll az éj, John verekedésbe keveredik az egyik madridi emberrel, vért szívva. A vámpírok végül felfedik magukat, lezárják a kijáratot, és megtámadják a patrónusokat. Megölik Mauricio összes emberét és a madridi banda maradványait, kivéve Joaquint és Madridot.   A vámpír nők legyőzik Ezrát, táplálkoznak belőle, és gyorsan vámpírrá válnak. Megragadja a tehetetlen Maryt, hipnotizálja és megharapja. Madridnak, Bierce-nek, Reece-nek, Johnnak, Esmeraldának, Mauricionak és Joaquinnak sikerül beszökniük az épület alatti kazamatákba, és együtt próbálják megtalálni a kiutat.
Mary vámpírként emelkedik, és a csoport után megy, felfedi, hogy John egy csaló, aki csak az apja pénzéért vette feleségül Maryt. John végül megöli. A velük együtt megszökött Joaquin elrejti a korábban egy prostituálttól kapott falatot. Ahogy továbbhaladnak a katakombákon, megfordul, és megharapja Johnt. John megöli Joaquint. Pusztulásra ítélve ráveszi Madridot, hogy kockára tegye, nehogy megforduljon. Miközben a megmaradt túlélők folytatják, Bierce beismeri, hogy azt olvasta az újságokban, hogy Reece egy törvényen kívüli, aki megölte az egész családját. A csoport végül a bár bejáratánál köt ki, de ott találják Quixtlát és a rájuk váró vámpírokat. Elárulja, hogy Esmeralda Quixtla és Mauricio dhampir lánya, és egy Santánico Pandemonium névre keresztelt vámpír hercegnő lesz. Mauricio elvitte, abban a reményben, hogy normális emberré nevelheti, és sikertelenül megpróbálta megölni. A rossz bánásmódnak és a madridi emberrablásnak köszönhetően visszavezették Quixtlához.
Madridot, Mauricio-t, Bierce-t és Reece-t fejjel lefelé akasztják fel, hogy később táplálkozhassanak, miközben Quixtla és Esmeralda vámpír nagymamája Esmeraldát teljes értékű vámpírhercegnővé alakítja át, átnevezve Santánico Pandemonium-ra. Madridnak sikerül kitörnie a kötelékéből, és kiszabadítani a többieket. Reece megharapott a dulakodásban, miközben Madrid megöli Ezrát. Santánico megöli a nagymamát, majd megharapja és vámpírrá változtatja az apját, de sikerül kinyitnia a bejáratot, és megöli Quixtlát napfénnyel, mielőtt a változás befejeződik, így Madrid és Bierce elmenekülhet, míg Santánico elbújik a napfény elől. Santánico azt kiáltja, hogy Madrid ne hagyja el, amikor bezárul a bejárat. Madrid szomorúan néz félre, és csatlakozik Ambrose küldetéséhez, hogy csatlakozzon Pancho Villa seregéhez. Ahogy távoznak, a kamera kicsinyít, és megmutatja a maja templomot a vámpírok épülete mögött, utalva az első filmre.
A záró kreditek után Bierce legendás eltűnésére van válasz. Túlélte a jelenlegi időket, és egy mecénásnak meséli el a történetet. Amint távozik, Ambrose közli vele, hogy van bizonyítéka. Aztán elárulja, hogy Quixtla valójában megharapta, amikor kiestek a bárból, mert most már vámpír. Kitépi a mecénás szívét, és a film végén elharapja.

## Szereposztás
- Marco Leonardi mint Johnny Madrid
- Michael Parks mint Ambrose Bierce
- Ara Celi mint Esmeralda / Santánico Pandemonium
- Sônia Braga mint Quixtla
- Rebecca Gayheart mint Mary Newlie
- Orlando Jones mint Ezra Traylor
- Temuera Morrison mint Mauricio / hóhér
- Lennie Loftin mint John Newlie
- Danny Trejo mint Charlie 'Razor Charlie'
- Jordana Spiro mint Catherine Reece
- Danny Keogh mint bartender
- Peter Butler mint Pancho Villa
- Melissa Gilbert mint esküvői ruhás szajha
- P. J. Pesce mint férfi a bárban

## Gyártás
Az Alkonyattól pirkadatig 2. – Texasi vérdíj és az Alkonyattól pirkadatig 3. – A hóhér lánya egy időben készültek egymással, Robert Rodríguez és unokatestvére, Álvaro Rodríguez pedig saját előzménybemutatóját terelték, amely az Alkonyattól alapjául szolgálna. A Pirkadatig 3, míg Quentin Tarantino, Lawrence Bender és Scott Spiegel elkészítették saját folytatásos pitch-jüket, amely az Alkonyattól pirkadatig 2-t kapta.
Robert Rodriguez 1997-ben kereste meg P. J. Pesce-t a From Dusk to Dawn (Alkonyattól pirkadatig) előzetes forgatókönyvének rendezése miatt, mivel Pesce The Desperate Trail című filmje lenyűgözte. A filmben szereplő első színész Michael Parks volt Ambrose Bierce szerepében, és Pesce és Rodriguez is egyetértettek abban, hogy igaza van a szerepre. Az Alkonyattól pirkadatig 2-höz hasonlóan az Alkonyattól pirkadatig 3-at a dél-afrikai Fokvárosban forgatták, ami problémásnak bizonyult a film western műfajához szabott jelenetek némelyikénél tekintettel arra, hogy Afrikában nem voltak kocsik vontatására kiképzett lovak, a film bunyósának ehhez 12 lovat kellett kiképeznie, és a stáb egyetlen postakocsija volt, amelyet egy helyi western témájú steakhouse kelléke kaphatott, amelyet alaposan át kellett alakítani, hogy ne essen szét.

## Bemutató
1999. október 30-án tartotta a bemutatóját a  nyugati parti premiert a Grauman's egyiptomi színházban.

## Fogadtatás
A Rotten Tomatoes, a kritikák összesítője szerint a kilenc megkérdezett kritikus 22%-a pozitívan értékelte a filmet; az átlagos értékelés 5,3/10 volt.Mike Emery, a Houston Chronicle munkatársa azt írta, hogy a film „nem borzasztóan rossz”, de túlságosan származékos, és csak gore  kopóknak való.Matt Serafini, a Dread Centraltól 2/5 csillaggal értékelte, és azt írta, hogy az eredeti filmnek nem lett volna szabad folytatása. Nathan Rabin, az A.V. Club ezt írta: „Az, hogy hozzáértőnek lenni, nem nagy teljesítmény, de a válogatás nélküli gore-rajongóknak elegendőnek kell lennie ahhoz, hogy a Dawn 3-at egy kellemes esti szórakozássá varázsolják.”G. Noel Cross, a DVD Talk munkatársa 4/5 csillagra értékelte, és "okos folytatásnak nevezte, amely sok pénzt ad a pesoért". Gordon Sullivan (DVD Verdict) "egy használható kis akcióhorror-filmnek nevezte, amely egy elhasználódott előfeltételt vesz fel, és saját kis filigránjaival is kiegészíti".